# Frederic Bentanachs i Chalaux
Frederic Bentanachs i Chalaux (Barcelona, 1956) és un activista independentista català, un dels fundadors i militants de Terra Lliure. En sortir de presó el 1983, va ser fundador del Moviment de Defensa de la Terra. Així mateix, des del 2000 va ser membre d'Estat Català i des del 2010 de Solidaritat per la Independència. Des de 2023, regidor per Junts a la població de Sanaüja, la Segarra.
Fill de família republicana i nacionalista va passar la seva joventut a cavall de la ciutat de Barcelona i la Segarra, va començar a involucrar-se en temes de l'independentisme català arran de la seva participació en ballades de sardanes. Treballador al ram de duanes, militant del Col·lectiu d'Obrers en Lluita i després de Solidaritat d'Obrers de Catalunya. Va formar part del primer escamot de l'organització i del grup que fou entrenat per part dels militants d'ETA Dolores González Katarain i Txomin Iturbe Abasolo l'any 79 i fou detingut per pertinença a banda armada i tinença d'armes. A causa d'això, romangué a la presó fins a l'any 1983.
El 2000, amb Jordi Miró va afiliar-se al partit Estat Català i junts van intentar apoderar-se del partit, del qual va esdevenir secretari general. Va ser l'inici d'un període de conflictes entre dues faccions, una dita històrica i una altra liderada per Miró. El conflicte culminà el 2006 amb l'inici d'un litigi judicial per la propietat de les sigles. Al mig d'aquest conflicte va presentar-se a les eleccions del 2007 a una llista intitulada Barcelona per l'Autodeterminació i no sota les sigles d'Estat Català.

## Obra
- Memòries d'un rebel: records d'un exmilitant de Terra Lliure (2003)[7] segons certs crítics «una mena de narració personal breu redactada en clau autojustificatòria»[8]